# David Silva (football, 1986)
Ne doit pas être confondu avec le footballeur espagnol David Silva.
Pour les articles homonymes, voir David Mendes da Silva et David Silva (homonymie).
David Mendes da Silva (né le 11 octobre 1986 à Coimbra au Portugal) est un footballeur cap-verdien qui joue au poste de milieu de terrain au SC Bettembourg.

## Biographie

### En club
David Silva commence sa carrière dans son pays natal, le Portugal, avec l'équipe B du FC Porto. Il se joint ensuite au GD Tourizense, pendant deux années, avant de quitter le pays en 2008 pour passer chez les professionnels.
Il commence sa carrière professionnelle en Bulgarie avec le PFC Lokomotiv Mezdra puis le CSKA Sofia. Il est ensuite prêté au club espagnol du CD Castellón. Il prend ensuite le chemin de l'Écosse pour jouer avec le Kilmarnock Football Club, club de première division. Il y reste deux ans avant de revenir au Portugal où il signe avec le Sporting Clube Olhanense.

### En équipe nationale
David Silva joue son premier match international en 2012. Il joue deux matchs internationaux cette année-là.
En 2013, il joue un match amical contre le Nigeria où il entre en jeu à la 61e minute. Il fait partie des 23 joueurs retenus pour disputer la Coupe d'Afrique des nations 2013[réf. nécessaire]. Il ne joue cependant aucun match lors de ce tournoi.